# Stenia dodsoniana
Stenia dodsoniana är en orkidéart som beskrevs av Franco Pupulin. Stenia dodsoniana ingår i släktet Stenia och familjen orkidéer. Inga underarter finns listade i Catalogue of Life.